# Lancaster (Missouri)
Lancaster és una població dels Estats Units a l'estat de Missouri. Segons el cens del 2000 tenia 737 habitants.

## Demografia
Segons el cens del 2000, Lancaster tenia 737 habitants, 319 habitatges, i 203 famílies. La densitat de població era de 191 habitants per km².
Dels 319 habitatges en un 29,5% hi vivien nens de menys de 18 anys, en un 51,7% hi vivien parelles casades, en un 10,7% dones solteres, i en un 36,1% no eren unitats familiars. En el 33,5% dels habitatges hi vivien persones soles el 21,6% de les quals corresponia a persones de 65 anys o més que vivien soles. El nombre mitjà de persones vivint en cada habitatge era de 2,31 i el nombre mitjà de persones que vivien en cada família era de 2,93.
Per edats la població es repartia de la següent manera: un 25,4% tenia menys de 18 anys, un 7,7% entre 18 i 24, un 23,7% entre 25 i 44, un 19,7% de 45 a 60 i un 23,5% 65 anys o més.
L'edat mediana era de 40 anys. Per cada 100 dones de 18 o més anys hi havia 77,4 homes.
La renda mediana per habitatge era de 27.202 $ i la renda mediana per família de 37.083 $. Els homes tenien una renda mediana de 28.889 $ mentre que les dones 19.063 $. La renda per capita de la població era de 14.263 $. Entorn del 13,8% de les famílies i el 18,9% de la població estaven per davall del llindar de pobresa.

## Poblacions més properes
El següent diagrama mostra les poblacions més properes.